# Rive de toit
Pour les articles homonymes, voir Rive.

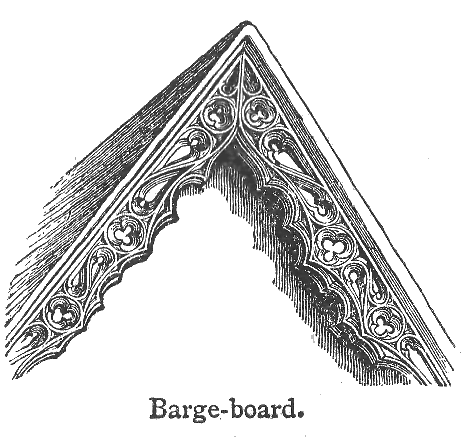
Illustration tirée du Chambers's Twentieth Century Dictionary de 1908. Rive de toit, n. m. planche s'étendant le long du bord du pignon d'une maison pour couvrir les chevrons et empêcher la pluie de pénétrer.

La rive de toit est l'extrémité du toit côté pignon ; elle suit en général la ligne de plus grande pente et est alors qualifiée de « rive droite ». Une rive qui n'est pas droite est appelée « rive biaise » ; si elle n'est pas « en saillie », elle présente une avancée plus importante en haut qu'en bas, selon la région et l'architecture ; si au contraire elle est « en saillie », elle peut être soit « sortante » (cas le plus fréquent), soit « rentrante ».

## Types de rives
- Rive en terre cuite : elle se compose d’éléments de la même matière que les tuiles et  qui viennent s’emboîter dans celles-ci.

On distingue trois éléments :
- - tuile de rive à recouvrement gauche et droite,
  - about de rive gauche et droite, extrémité de la rive,
  - fronton de rive qui recouvre l'extrémité de la faîtière.
- Rive en tôle (aluminium laqué, zinc, acier inox HFX, cuivre, acier galvanisé ou peint).
- Rive en bois.

Ces deux derniers types de rives peuvent avoir des formes suivant le style de la région (régions d’outre-mer principalement) ; elles peuvent être ajourées et sculptées et comporter des motifs ornementaux (voir Lambrequin).